# چلانه سفلی
چلانه سفلی، روستایی از توابع بخش شاهو شهرستان روانسر در استان کرمانشاه ایران است.

## جمعیت
این روستا در دهستان منصورآقایی قرار دارد و براساس سرشماری مرکز آمار ایران در سال ۱۳۸۵، جمعیت آن زیر سه خانوار بوده‌است.